# Luigi Luzzatti
Luigi Luzzatti (Venezia, 11. ožujka 1841. — Rim, 29. ožujka 1927.) bio je talijanski političar i ekonomista.
U periodu od 1910. do 1911. obnašao je dužnost premijera italije. Luzzatti se između ostalog borio za jaku socijalnu politiku i za razvoj zadruga koje su mogle udovoljiti potrebama onih koji su bili u nepovoljnom položaju. Zalagao se za protekcionističku politiku Italije.
Luzzatti je rođen u zemljoradničkoj obitelji i studirao je ekonomiju u Padovi. Njegova predavanja o ekonomiji privukla su pozornost tadašnje austrijske vlade i bio je zamoljen da napusti zemlju. Profesor u Milanu postao je 1863. godine. 
Njegova vladavina bila je kratkog vijeka i smatran je slabim premijerom. Luzzatti nije bio član ni jedne vlade tijekom Prvog svjetskog rata, no nastavio je raditi kao savjetnik u vladi cijelo vrijeme.
Luzzatti se zalagao za slobodu vjeroispovjesti i napisao je knjigu Dio nella libertà (Bog na slobodi).